# Disraeli Gears
Disraeli Gears är rockbandet Creams andra album, utgivet i november 1967. Albumet blandar blues, hårdrock och psykedelia. På albumet finns en av gruppens mest populära låtar, "Sunshine of Your Love". Den och låten "Strange Brew" släpptes som singlar.
Albumet blev en storsäljare och nådde topp 5-placering både på den brittiska och den amerikanska försäljningslistan för musikalbum. Det tidstypiskt psykdeliska albumkonvolutet designades av den australiensiske konstnären Martin Sharp. Sharp skrev även texten till det "talsjungna" stycket "Tales of Brave Ulysses", löst baserat på berättelserna ur Odysséen.

## Kuriosa
2006 gjordes en dokumentär om inspelningen av albumet i serien Classic Albums.

## Låtlista
Sida ett
1. "Strange Brew" (Eric Clapton/Gail Collins/Felix Pappalardi) - 2:50
2. "Sunshine of Your Love" (Pete Brown/Jack Bruce/Eric Clapton) - 4:13
3. "World of Pain" (Gail Collins/Felix Pappalardi) - 3:05
4. "Dance the Night Away" (Pete Brown/Jack Bruce) - 3:36
5. "Blue Condition" (Ginger Baker) - 3:32

Sida två
1. "Tales of Brave Ulysses" (Eric Clapton/Martin Sharp) - 2:49
2. "Swlabr" (Pete Brown/Jack Bruce) - 2:34
3. "We're Going Wrong" (Jack Bruce) - 3:29
4. "Outside Woman Blues" (Arthur Reynolds arr. Eric Clapton) - 2:27
5. "Take It Back" (Pete Brown/Jack Bruce) - 3:08
6. "Mother's Lament" (trad. arr. Ginger Baker/Jack Bruce/Eric Clapton) - 1:47

## Medverkande
- Eric Clapton – gitarr, kompgitarr, sång
- Jack Bruce – basgitarr, munspel, sång
- Ginger Baker – trummor, percussion, sång